# Coregonus clupeoides
Coregonus clupeoides es una especie de pez de la familia Salmonidae en el orden de los Salmoniformes.

## Alimentación
Come crustáceos y insectos.

## Distribución geográfica
Se encuentra en Europa: Escocia.